# Fiat Cronos
De Fiat Cronos is een personenauto in de compacte middenklasse van de Italiaanse autofabrikant Fiat, die sinds februari 2018 wordt gebouwd in het Braziliaanse Betim en het Argentijnse Córdoba.

## Beschrijving
De Fiat Cronos vervangt de modellen Siena en Linea op de Zuid-Amerikaanse markt. De vijfpersoonsauto is beschikbaar met twee benzinemotoren, die in Brazilië ook kunnen rijden op ethanol. De 1,3L viercilinder motor levert een vermogen van 80 kW (109 pk) en is gekoppeld aan een manuele vijfbak of een vijftraps automatische versnellingsbak. De 1,8L viercilinder motor levert een vermogen van 102 kW (139 pk) en wordt geleverd in combinatie met een manuele vijfbak of een zestraps automaat.
De wagen is gebaseerd op de Argo en werd specifiek voor de Zuid-Amerikaanse markt ontwikkeld door het R&D centrum van FCA in Brazilië. De Cronos is niet naar Europa geëxporteerd, waar Fiat de Tipo produceert.
Huidige modellen: 
124 Spider ·
500 ·
500e ·
500L ·
500X ·
600 ·
Aegea ·
Argo ·
Cronos · 
Doblò · 
Ducato ·
Fiorino ·
Fullback ·
Linea ·
Palio · 
Panda · 
Punto · 
Qubo ·
Scudo · 
Siena ·
Strada ·
Tipo · 
Ulysse
Historische modellen na de Tweede Wereldoorlog: 
124 · 
125 · 
126 · 
127 · 
128 · 
130 · 
131 · 
132 · 
133 · 
147 · 
148 · 
242 ·
500 ·
600 · 
600 Multipla · 
850 · 
1100 · 
1200 · 
1300/1500 · 
1400/1900 · 
1800/2100 · 
2300 · 
Albea ·
Argenta · 
Barchetta · 
Bianchina ·
Bravo · 
Brío · 
Campagnola · 
Cinquecento · 
Coupé · 
Croma · 
Dino · 
Duna · 
Elba ·
Fiorino ·
Freemont ·
Grande Punto ·
Idea ·
Marea · 
Marengo · 
Mod 5 · 
Multipla · 
Oggi · 
Panorama · 
Penny · 
Prêmio · 
Regata · 
Ritmo · 
Sedici ·
Seicento · 
Spazio · 
Stilo ·
Talento · 
Tempra · 
Tipo · 
Turbina · 
Uno · 
Vivace · 
X1/9
Historische modellen voor de Tweede Wereldoorlog: 
1 · 
1T · 
10 HP · 
12 HP · 
24 HP · 
2B Torpedo · 
4 HP · 
501 · 
502 · 
503 · 
505/507 · 
508 · 
509 · 
510/512 · 
514 · 
515 · 
518 · 
519 · 
520 · 
521 · 
522 · 
524 · 
525 · 
527 · 
60 HP · 
70 · 
801 · 
1100 · 
1500 · 
2800 · 
Brevetti · 
Laundolet · 
Modello O · 
Tipo 2 · 
Tipo Torpedo · 
Topolino · 
Zero